# František Dreuschuch (1855)
František Dreuschuch (25. ledna 1855 Třebíč – 2. června 1938 Náměšť nad Oslavou, používal i jméno František Dreuschuh nebo Josef Dreuschuch) byl český lékař-rentgenolog.

## Biografie
František Dreuschuch se narodil v roce 1855 v Třebíči, jeho otcem byl lékař František Dreuschuch (1817–1896). Vystudoval české gymnázium v Brně a následně odešel do Prahy, kde vystudoval medicínu. Mezi lety 1878 a 1880 působil spolu se svým přítelem a kolegou Jaroslavem Hlavou jako demonstrátor a posléze (po smrti předchozího asistenta) i jako asistent patologické anatomie profesora Edwina Klebse na Klebsově ústavu.
František Dreuschuch uvádí, že jemu a ani Jaroslavovi Hlavovi nikdy profesor Klebs nevyčítal to, že jsou Češi a naopak je zval do své rodiny. Během studií se také seznámil s profesorem Hansem Eppingerem, pro kterého, stejně jako pro profesora Klebse připravoval do jejich prací anatomické perokresby, následně pak kreslil i pro další lékaře. Dne 16. července 1880 promoval a získal tak titul doktora medicíny. Po nuceném odchodu doktora Klebse odešli z ústavu Hlava i Dreuschuch. Dreuschuch odešel do Náměště nad Oslavou.
Po odchodu do Náměště se oženil s Idou Honlovou a začal působit jako praktický lékař. Působil také jako státní zdravotní rada a propagátor očkování, první sérum připravil s doktory Hlavou a Honlem a následně sám sobě a své rodině aplikoval. Během první světové války léčil následky antraxu. Během práce v Náměšti nad Oslavou také publikoval a účastnil se sympozií. Kolem roku 1900 se objevily zprávy o vynálezu rentgenu a František Dreuschuch se rozhodl, že si rentgenový přístroj sestaví sám, to se mu povedlo a první snímek vyvolal náměšťský fotograf Ondřej Knoll, byl to snímek nohy Františka Dreuschucha. Používal tak diagnostiku pomocí rentgenu jako první na Moravě, až v roce 1901 byly přístroje pořízeny do nemocnic v Olomouci a Brně.
Zemřel na rakovinu kůže, kterou si pravděpodobně způsobil pokusy s rentgenem.
V letech 1893 až 1905 působil jako viceprezident Lékařské komory pro Markrabství moravské. Při výročí 110 let od stavby rentgenu v Náměšti nad Oslavou byla uspořádána vzpomínková výstava osoby Františka Dreuschucha. V Třebíči je po doktoru Dreuschuchovi pojmenována ulice Dreuschuchova. Jeden z prvních snímků ruky je uložen ve sbírkách Městského muzea v Náměšti nad Oslavou.
Jeho švagrem byl Ivan Honl, který se stal posléze asistentem Jaroslava Hlavy. Jeho synem byl lékař František Dreuschuch. Po první světové válce byl jeho zaměstnancem fotograf Ondřej Knoll, který jako fotografický laborant pracoval ve vídeňské nemocnici.